# Tour de France de 1981
O Tour de France 1981 foi a 68º Volta a França, teve início no dia 25 de Junho e concluiu-se em 19 de Julho de 1981. A corrida foi composta por 24 etapas, no total mais de 3753 km, foram percorridos com uma média de 38,96 km/h.

## Resultados

### Classificação geral
| Pos | Nome                 | País          | Equipa | Tempo       |
| --- | -------------------- | ------------- | ------ | ----------- |
| 1   | Bernard Hinault      | França        |        | 96h 19' 38" |
| 2   | Lucien Van Impe      | Bélgica       |        | 14' 34"     |
| 3   | Robert Alban         | França        |        | 17' 04"     |
| 4   | Joop Zoetemelk       | Países Baixos |        | 18' 21"     |
| 5   | Peter Winnen         | Países Baixos |        | 20' 26"     |
| 6   | Jean-René Bernaudeau | França        |        | 23' 02"     |
| 7   | Johan De Muynck      | Bélgica       |        | 24' 25"     |
| 8   | Sven-Ake Nilsson     | Suécia        |        | 24' 37"     |
| 9   | Claude Criquiélion   | Bélgica       |        | 26' 18"     |
| 10  | Phil Anderson        | Austrália     |        | 27' 00"     |